# Gmina Breznica
Gmina Breznica (chorw. Općina Breznica) – gmina w Chorwacji, w żupanii varażdińskiej. W 2011 roku liczyła  2200 mieszkańców.